# 安達景盛
安達 景盛（あだち かげもり）は鎌倉時代前期から中期にかけての武将。鎌倉幕府の有力御家人。安達盛長の嫡男。

## 生涯

### 源家の従者
父の盛長は源頼朝の流人時代からの側近であり、幕府草創に功のあった宿老であった。頼朝死後に跡を継いだ2代将軍・源頼家と景盛は不仲であったと見られ、頼家の代となって半年後の正治元年（1199年）7月から8月にかけて、頼家の命令を受けた中野能成や和田朝盛、比企三郎、小笠原長経らによって、留守中に愛妾を奪われ誅殺されようとした所を、頼朝未亡人・政子に救われるという事件が『吾妻鏡』の景盛の初見記事に見られる。鎌倉幕府北条氏による後年の編纂書である『吾妻鏡』にこの事件が特筆されている背景には、頼家の横暴を浮き立たせると共に、頼朝・政子以来の北条氏と安達氏の結びつき、景盛の母の実家比企氏を後ろ盾とした頼家の勢力からの安達氏の離反を正当化する意図があるものと考えられ、事実ではなく創作ではないかと疑う見解もある。
建仁3年（1203年）9月、比企能員の変で比企氏が滅ぼされると、頼家は将軍職を追われ、伊豆国の修禅寺に幽閉されたのち、翌年7月に北条氏の刺客によって暗殺された。景盛と同じ丹後内侍を母とする異父兄弟の島津忠久は、比企氏の縁戚として連座を受け、所領を没収されているが、景盛は連座せず、頼家に代わって擁立された千幡（源実朝）の元服式に名を連ねている。比企氏の縁戚でありながらそれを裏切った景盛に対する頼家の恨みは深く、幽閉直後の11月に母政子へ送った書状には、景盛の身柄を引き渡して処罰させるよう訴えている。

### 実朝側近
3代将軍・源実朝の代には実朝・政子の信頼厚い側近として仕え、元久2年（1205年）の畠山重忠の乱では旧友であった重忠討伐の先陣を切って戦った。牧氏事件の後に新たに執権となった北条義時の邸で行われた平賀朝雅（景盛の母方従兄弟）の誅殺や宇都宮頼綱謀反の疑いを評議する席に加わっている。建暦3年（1213年）の和田合戦など、幕府創設以来の有力者が次々と滅ぼされる中で景盛は幕府政治を動かす主要な御家人の一員となる。建保6年（1218年）3月に実朝が右近衛少将に任じられると、実朝はまず景盛を御前に召して秋田城介への任官を伝えている。景盛の秋田城介任官の背景には、景盛の姉妹が源範頼に嫁いでおり、範頼の養父が藤原範季でその娘が順徳天皇の母となっている事や、実朝夫人の兄弟である坊門忠信との繋がりがあったと考えられる。所領に関しては和田合戦で和田義盛の所領であった武蔵国長井荘を拝領し、平安末期から武蔵方面に縁族を有していた安達氏は、秋田城介任官の頃から武蔵・上野・出羽方面に強固な基盤を築いた。
翌建保7年（1219年）正月、実朝が暗殺されると、景盛はその死を悼んで出家し、大蓮房覚智と号して高野山に入り、実朝の菩提を弔うために金剛三昧院を建立して高野入道と称された。出家後も高野山に居ながら幕政に参与し、承久3年（1221年）の承久の乱に際しては幕府首脳部一員として最高方針の決定に加わり、尼将軍・政子が御家人たちに頼朝以来の恩顧を訴え、京方を討伐するよう命じた演説文を景盛が代読した。北条泰時を大将とする東海道軍に参加し、乱後には摂津国の守護となる。嘉禄元年（1225年）の政子の死後は高野山に籠もった。承久の乱後に3代執権となった北条泰時とは緊密な関係にあり、泰時の嫡子・時氏に娘（松下禅尼）を嫁がせ、生まれた外孫の経時、時頼が続けて執権となった事から、景盛は外祖父として幕府での権勢を強めた。

### 宝治合戦
宝治元年（1247年）、5代執権・北条時頼と有力御家人三浦氏の対立が激化すると、業を煮やした景盛は老齢の身をおして高野山を出て鎌倉に下った。景盛は三浦打倒の強硬派であり、『吾妻鏡』によれば「三浦一族、傍若無人の勢い」と憤り、三浦氏の風下に甘んじる子の義景や孫の泰盛の不甲斐なさを厳しく叱責した。時頼は三浦氏との和解を模索しており、景盛は連日時頼と談合を繰り返していたが、時頼が三浦氏殲滅の舵切りをすることはなく、自分の思う通りにいかない景盛は業を煮やして息子や孫に八つ当たりをした、と、この『吾妻鏡』の記述は解釈される。
景盛は三浦氏との妥協に傾きがちだった時頼を説得して一族と共に三浦氏への挑発行動を取るなどあらゆる手段を尽くして宝治合戦に持ち込み、三浦一族500余名を滅亡に追い込んだ。例えば、5月21日に三浦氏を糾弾する趣旨の立札が建てられたが、これも安達氏の策謀の一環だとされる。安達氏は頼朝以来源氏将軍の側近ではあったが、あくまで個人的な従者であって家格は低く、頼朝以前から源氏に仕えていた大豪族の三浦氏などから見れば格下として軽んじられていたという。また三浦泰村は北条泰時の女婿であり、執権北条氏の外戚の地位を巡って対立する関係にあった。景盛はこの期を逃せば安達氏が立場を失う事への焦りがあり、それは以前から緊張関係にあった三浦氏を排除したい北条氏の思惑と一致するものであった。
この宝治合戦によって北条氏は幕府創設以来の最大勢力三浦氏を排除して他の豪族に対する優位を確立し、同時に同盟者としての安達氏の地位も定まった。幕府内における安達氏の地位を確かなものとした景盛は、宝治合戦の翌年宝治2年（1248年）5月18日、高野山で没した。

## 人物
- 醍醐寺所蔵の建保2年（1213年）前後の書状に景盛について「藤九郎左衛門尉は、当時のごとくんば、無沙汰たりといえども広博の人に候なり」とある。「広博」とは幅広い人脈を持ち、全体を承知しているという意味と見られ、政子の意志を代弁する人物として認識されていた。宝治合戦では首謀者とも目されており、高野山にあっても鎌倉の情報は掌握していたと見られる。
- 剛腕政治家である一方、熱心な仏教徒であり、承久の乱後に泰時と共に高山寺の明恵と接触して深く帰依し、和歌の贈答などを行っている。醍醐寺の実賢について灌頂を授けられたという。
- 源頼朝の落胤説があり、これが後に孫の安達泰盛の代になり、霜月騒動で一族誅伐に至る遠因となる。

## 関連作品
テレビドラマ
- 『草燃える』（1979年、NHK大河ドラマ、演：火野正平）
- 『鎌倉殿の13人』（2022年、NHK大河ドラマ、演：新名基浩）